# 沙爾博特湖省立公園
沙爾博特湖省立公園（英語：Sharbot Lake Provincial Park）是一個位於加拿大安大略省弗隆特纳克縣中芳堤娜（英語：Central Frontenac）的省立公園，大致與安大略7號省道平行。該公園總共有194個營地，當中的178個營地旁邊種有樹木。此公園在2010年共接待了超過29000名遊客，當中超過26000名遊客會在該處過夜。雖然該公園的名字是取自沙爾博特湖，並坐落該湖泊的西北岸，但它主要是沿著黑湖（英語：Black Lake）的岸線而設，並在該湖畔設有兩個沙灘。

## 外部連結
- 安大略省省立公園管理處官方網站 沙爾博特湖省立公園頁面 （页面存档备份，存于）